# Sen (opera)
Sen (v německém originále Der Traum) je druhá opera českoněmeckého skladatele a brněnského rodáka Josepha (Josefa) Gustava Mraczka.
Joseph Gustav Mraczek po studiu hry na housle a kompozice na brněnské vídeňské konzervatoři ve Vídni pracoval v brněnském Městském divadle (německém) jako koncertní mistr v letech 1897–1901. V letech 1898–1919 vyučoval sám hře na housle na brněnské konzervatoři, s divadlem však neztratil styk. V něm měla roku 1902 premiéru jeho první pohádková opera Skleněný pantoflíček (Der gläserne Pantoffel). Zde měla 26. února 1909 také premiéru jeho první vážná opera Sen. Libreto si k ní napsal sám podle známé dramatické pohádky rakouského dramatika Franze Grillparzera Život je sen (Das Leben ein Traum) z roku 1834.
Tato opera byla v roce 1912 uvedena v Královské opeře v Berlíně, čímž upoutal pozornost na Mraczkovo jméno v širším německojazyčném kontextu. Co do popularity ji z Mraczkových děl překonala až roku 1927 jeho opera Obraz pana Dürera aneb Madona u lučního plotu (Herrn Dürers Bild oder Madonna am Wiesenzaun).

## Osoby
- Massud, bohatý statkář – bas
- Mirza, jeho dcera – soprán
- Rustan, jeho synovec – tenor
- Zanga, černošský otrok – baryton
- Derviš – baryton
- Král samarkandský – bas
- Gülnare, jeho dcera – soprán
- Starý Kaleb – němá role
- Muž ze skal – tenor
- Karkhan – tenor
- Stará žena – alt
- Královský komorník – bas
- Hejtman a dva vůdcové – basy
- Králův doprovod, dvořané, stráže, vojáci, služebnictvo, otroci, lid

## Děj opery
Odehrává se v Samarkandu a jeho okolí v pohádkové době.

### 1. dějství
Vnitřek chýše. Rustan žije u svého starého strýce Massuda, jehož dcera Mirza je do něj zamilována. I on ji sice miluje, ale silnější než láska je u něho touha po lesku, slávě a moci. Černošský otrok Zanga jej ponouká, aby se pokusil nalézt štěstí ve velkém světě, a tak Rustan po Massudovi žádá, aby ho nechal odejít. Stařec jej nemůže zadržet, a Rustan má tedy zítřejšího rána odcestovat. Ještě jednu noc hodlá strávit v domovské chýši a při magickém zpěvu starého derviše usíná.

### Mezihra
Lesnatá krajina. Král samarkandský je stíhán obrovským drakem, a protože mu nemůže uniknout, vysílením omdlévá. Rustan se Zangou se nacházejí v blízkosti. Mladík hodí po drakovi svůj oštěp, ale mine cíl a ocitá se sám v nebezpečí. Tu se objeví jakýsi muž ve tmavém plášti, hodí svým oštěpem a nestvůru skolí. Neznámý zmizí a král procitne. Pokládá Rustana za svého zachránce. Mladík se sice chvíli zdráhá přijmout nezasloužený vděk, ale puzen Zangovými pobídkami a okouzlen krásou královy dcery Gülnare, která právě přispěchala, vydává se za vítěze nad drakem. Král jej jmenuje vojevůdcem a Gülnare jej okouzlí svou láskou. Ještě jednou zůstává Rustan se Zangou sám, když tu se muž ze skal vrací, aby si u krále vyzvedl svou odměnu. Zmatený Rustan se na něj vrhne a zabije ho.

### 2. dějství
Otevřené prostranství v Samarkandu. Rustan v boji zvítězil nad královými nepřáteli. Ale král se stal nedůvěřivým, dal pátrat a zjistil, že Rustan je vrahem jeho skutečného zachránce. V divokých obavách Rustan otráví krále, získá vojsko na svou stranu a Gülnare si jej vezme za muže.

### 3. dějství
Sál na zámku. Rustan je rozpoznán jako vrah, a protože se jej Gülnare zřekne a dokonce se obrátí proti němu, musí uprchnout. Je pronásledován a na stejném místě, na skalním mostě, kde zabil vítěze nad drakem, je dostižen. V zoufalství se vrhá z mostu dolů do vody – a probudí se v Massudově chýši. Vše, co se událo, byly jen snové obrazy, které mu daly poznat, že klidné štěstí po Mirzině boku stojí za více než zrádné a zločinné dění ve světě za humny. Žádá svého strýce, aby mohl zůstat doma jako Mirzin manžel, a protože i ta připojuje své prosby k prosbám svého milého, Massud svoluje.